# Rättviks kommun
Rättviks kommun är en kommun i Dalarnas län. Centralort är Rättvik.

## Administrativ historik
Kommunens område motsvarar socknarna: Rättvik, Boda (från 1875) och Ore. I dessa socknar bildades vid kommunreformen 1862 landskommuner med motsvarande namn, dock bildades Boda landskommun 1 maj 1875 genom en utbrytning ur Rättviks landskommun.
Rättviks municipalsamhälle inrättades 25 november 1910 och upplöstes vid årsskiftet 1965/1966.
Kommunreformen 1952 påverkade inte indelningarna i området.
1963 införlivades Boda landskommun i Rättviks landskommun.
Rättviks kommun bildades vid kommunreformen 1971 genom en ombildning av Rättviks landskommun. 1974 införlivades Ore kommun.
Kommunen ingick sedan bildandet till 1 september 2001 i Leksands domsaga och ingår sen dess i Mora domsaga.

## Geografi

### Topografi och hydrografi
Rättviks kommun är en kuperad skogskommun som sträcker sig mot Siljan i söder. Där dominerar granit i berggrunden och oftast är marken täckt av barrskogsklädd morän. I sydväst finns yngre sedimentära bergarter från den så kallade Siljansringen, inklusive revkalksten, som främjar en näringskrävande och artrik flora.
Under inlandsisens avsmältning avsattes flera väldefinierade randdeltan, såsom Rättviksfältet, längs Siljansringen. De kalkrika sedimentjordarna runt centralorten har skapat gynnsamma förhållanden för jordbruket och resulterat i goda odlingsmarker.
Nedan presenteras andelen av den totala ytan 2020 i kommunen jämfört med riket.
|  | Bebyggelse (2,3 %) |

|  | Skog (89,5 %) |

|  | Öppen myrmark (5,9 %) |

|  | Jordbruksmark (1,7 %) |

|  | Övrig mark (0,6 %) |

|  | Bebyggelse (3,1 %) |

|  | Skog (68,0 %) |

|  | Öppen myrmark (7,2 %) |

|  | Jordbruksmark (7,4 %) |

|  | Övrig mark (14,3 %) |

### Naturskydd
Onrådets natur är internationellt unik på grund av den meteorit som kolliderade med Siljansområdet för 360 miljoner år sedan. Över miljontals år har landskapet genomgått förändringar och idag kan man studera flera unika arter och geologiska fynd.
År 2024 hade kommunen 27 naturreservat, varav 25 är bildade av Länsstyrelsen och två är kommunala: Amtjärnsbrottet och Dalen-Hökolsberget. Speciella och ålderstigna träd, samt geologiska fynd, är bevarade som naturminnen för att skydda och bevara det biologiska och geologiska arvet.
Ett av de mest intressanta odlingslandskapen i kommunen finns i Gärdsjö, som är känt för sin historia av traditionellt jordbruk och bevarandet av gamla odlingsmetoder.

### Administrativ indelning
Fram till 2016 var kommunen för befolkningsrapportering indelad i tre församlingar: Boda församling, Ore församling och Rättviks församling.

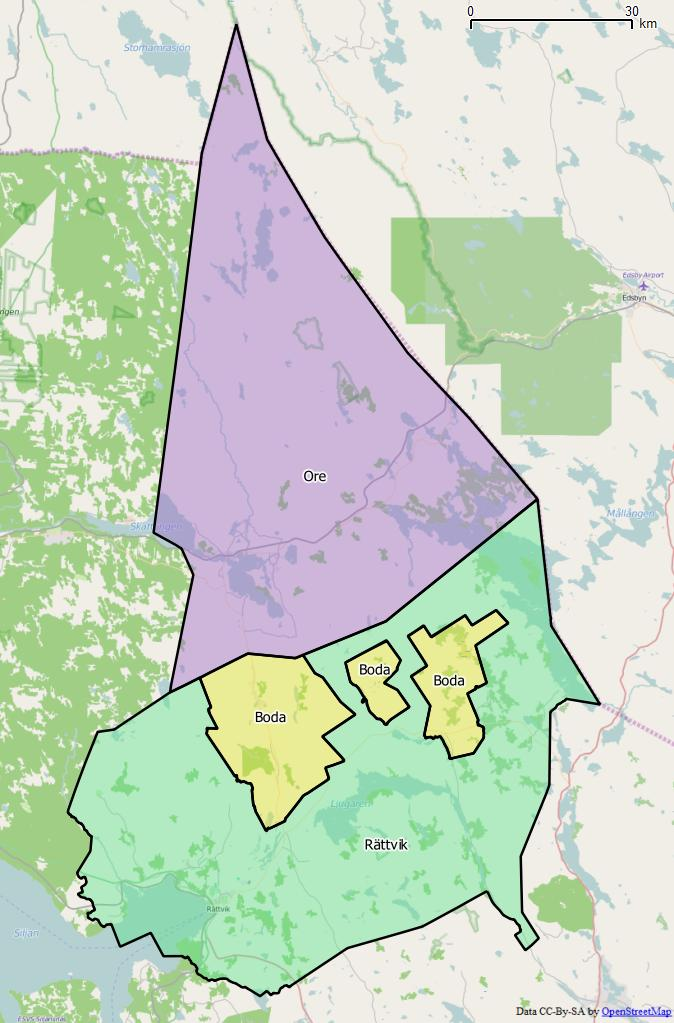
Distrikt (socknar) inom Rättviks kommun

Från 2016 indelas kommunen istället i tre distrikt, vilka motsvarade de tidigare socknarna Boda, Ore och Rättvik.

### Tätorter
Vid tätortsavgränsningen av Statistiska centralbyrån den 31 december 2020 fanns det sju tätorter i Rättviks kommun. 
| Nr | Tätort        | Befolkning |
| -- | ------------- | ---------- |
| 1  | Rättvik       | 5 195      |
| 2  | Vikarbyn      | 1 218      |
| 3  | Backa         | 626        |
| 4  | Boda          | 522        |
| 5  | Furudal       | 436        |
| 6  | Nedre Gärdsjö | 389        |
| 7  | Gulleråsen    | 386        |

Centralorten är i fet stil.

## Styre och politik

### Styre
Mandatperioden 2010–2014 styrdes kommunen av en koalition bestående av Alliansen i koalition med SPI Välfärden. De fem partierna samlade tillsammans 20 av 39 mandat i kommunfullmäktige. I valet 2014 ökade Centerpartiet sina mandat med tre platser samtidigt som Liberalerna och Moderaterna minskade med var sitt mandat. Detta innebar ändå att Allianspartierna kunde få makten utan stöd från SPI Välfärden. Liberalerna förlorade sitt enda mandat i kommunfullmäktige i valet 2018. Moderaterna och Kristdemokraterna ökade dock och fick var sitt ytterligare mandat vilket innebar att de tre kvarvarande allianspartierna kunde fortsätta styra kommunen även mandatperioden 2018–2022. Samma koalition behäll makten även efter valet 2022.

### Kommunfullmäktige

#### Presidium
| Presidium 2023-2026    | Presidium 2023-2026 | Presidium 2023-2026 |
| ---------------------- | ------------------- | ------------------- |
| Ordförande             | C                   | Jonas Björ          |
| Förste vice ordförande | M                   | Thomas Wärnhem      |
| Andre vice ordförande  | S                   | Erja Eloranta       |

#### Mandatfördelning 1970–2022
| 16 | 15 | 5 |  | 4 |

| 32 | 9 |

| 2 | 18 | 19 | 4 | 2 | 4 |

| 39 | 10 |

| 2 | 18 | 17 | 5 |  | 6 |

| 37 | 12 |

| 2 | 18 |  | 15 | 4 |  | 8 |

| 37 | 12 |

| 2 | 18 |  | 15 | 3 |  | 9 |

| 37 | 12 |

| 2 | 17 |  | 13 | 8 |  | 7 |

| 35 | 14 |

| 2 | 19 | 2 | 11 | 7 | 2 | 6 |

| 38 | 11 |

|  | 19 |  | 12 | 5 | 3 | 8 |

| 34 | 15 |

|  | 24 | 2 |  | 8 | 4 |  | 8 |

| 29 | 20 |

| 2 | 14 |  |  | 8 | 4 | 2 | 7 |

| 20 | 19 |

| 2 | 14 |  |  | 11 | 5 | 2 | 3 |

| 22 | 17 |

|  | 13 |  |  | 13 | 4 |  | 5 |

| 25 | 14 |

| 2 | 14 | 2 |  |  | 10 | 2 |  | 6 |

| 24 | 15 |

| 2 | 12 | 2 | 3 | 13 |  |  | 5 |

| 18 | 21 |

| 2 | 10 | 6 | 13 | 2 | 6 |

| 20 | 19 |

|  | 11 | 7 | 10 | 3 | 7 |

| 24 | 15 |

### Nämnder

#### Kommunstyrelse
Kommunstyrelsen består av 13 ordinarie ledamöter. Till stöd för sitt arbete har de fyra utskott: allmänna utskottet, samhällsutvecklingsutskottet, socialutskottet och bildningsutskottet.
Kommunens tre kommunalråd består av kommunstyrelsens ordförande, Ulrica Momqvist (C) liksom ordförande för socialutskottet och bildningsutskottet.
| Presidium 2022–2026    | Presidium 2022–2026 | Presidium 2022–2026 |
| ---------------------- | ------------------- | ------------------- |
| Ordförande             | C                   | Ulrica Momqvist     |
| Förste vice ordförande | M                   | Fredrik Ollén       |
| Andre vice ordförande  | C                   | Joanna Stridh       |

#### Övriga nämnder
| Nämnd                      | Ordförande | Ordförande        | Vice ordförande | Vice ordförande | Andre vice ordförande | Andre vice ordförande |
| -------------------------- | ---------- | ----------------- | --------------- | --------------- | --------------------- | --------------------- |
| Individnämnden             | M          | Fredrik Ollén     | C               | Jessica Junell  |                       |                       |
| Krisledningsnämnden        | C          | Ulrica Momqvist   | M               | Fredrik Ollén   | C                     | Joanna Stridh         |
| Miljö- och byggnadsnämnden | C          | Hans Furn         | C               | Roger Gumuns    |                       |                       |
| Valnämnden                 | M          | Agnetha Wallander | S               | Lars-Erik Liss  |                       |                       |

### Vänorter
Rättvik har följande vänorter:
- Higashiomi, Japan[21]
- Cambridge, Minnesota, USA[22]

## Ekonomi och infrastruktur

### Näringsliv
Kommunen ligger i en traditionell jord- och skogsbruksregion, där turismen nu också spelar en betydande roll. Träindustrin är framträdande, med träbearbetning och sågverk i fokus. Hedlundskoncernen är en av de ledande aktörerna, specialiserad på trähustillverkning och sågning. Tillverkningen av timmerhus har en lång historia i området, med flera småföretag som driver denna verksamhet. Dessutom har kalkbrytning och kalkbränning en gammal tradition i området.

### Infrastruktur

#### Transporter
Kommunen genomkorsas av vägarna 70, 80, 296 och 301 samt av järnvägen Mora–Borlänge. Genom södra delarna av kommunen går Siljansleden.

## Befolkning

### Demografi

#### Befolkningsutveckling
Kommunen har 10 969 invånare (31 mars 2025), vilket placerar den på 204:e plats avseende folkmängd bland Sveriges kommuner. 
| Befolkningsutvecklingen i Rättviks kommun 1970–2020 | Befolkningsutvecklingen i Rättviks kommun 1970–2020 | Befolkningsutvecklingen i Rättviks kommun 1970–2020 | Befolkningsutvecklingen i Rättviks kommun 1970–2020 | Befolkningsutvecklingen i Rättviks kommun 1970–2020 |
| --- | --------------------------------------------------- | --------------------------------------------------- | --------------------------------------------------- | --------------------------------------------------- |
| |                                                     |                                                     |                                                     |                                                     |
| År |                                                     |                                                     | Folkmängd                                           |                                                     |
| 1970 | 1970                                                |                                                     | 10 805                                              |                                                     |
| 1975 | 1975                                                |                                                     | 10 732                                              |                                                     |
| 1980 | 1980                                                |                                                     | 11 194                                              |                                                     |
| 1985 | 1985                                                |                                                     | 10 967                                              |                                                     |
| 1990 | 1990                                                |                                                     | 11 345                                              |                                                     |
| 1995 | 1995                                                |                                                     | 11 325                                              |                                                     |
| 2000 | 2000                                                |                                                     | 10 847                                              |                                                     |
| 2005 | 2005                                                |                                                     | 10 886                                              |                                                     |
| 2010 | 2010                                                |                                                     | 10 811                                              |                                                     |
| 2015 | 2015                                                |                                                     | 10 759                                              |                                                     |
| 2020 | 2020                                                |                                                     | 11 047                                              |                                                     |
| Anm: Uppgifterna avser förhållandena den 31 december enligt den kommunala indelningen den 1 januari året efter. Ore kommuns folkmängd ingår i siffran för 1970. |                                                     |                                                     |                                                     |                                                     |

## Kultur

### Kulturarv
Under 1700- och 1800-talen genomfördes aldrig den skiftesreform som förändrade den svenska landsbygden i grunden i Siljansområdet (se Laga skifte i Dalarna). Detta har lett till att många av kommunens byar än idag bevarar sin gamla tätbebyggelse. Ofta omges dessa byar av ett ålderdomligt odlingslandskap och kännetecknas av timmerhus av liknande karaktär. Ett exempel är Blånnesladu i Övre Gärdsjö, som är en av landets äldsta timmerbyggnader från 1294.
Området som utgör kommunen är också känt för sin levande fäbodkultur, där flera fäbodar fortfarande bedriver djurhållning och försäljning av lokala produkter som smör och ost. Fäbodarna har en lång historia och några av dem, som Lisskog och Karl-Töfåsen, har varit i bruk i århundraden utan avbrott. 
Kommunen har också ett stort antal äldre bevarade gårdar och hembygdsgårdar. Dessa gårdar innehåller unika samlingar av dalmålningar, ålderdomliga redskap, kläder och husgeråd som ger besökare en inblick i släktledens arbete, mödor, drömmar och glädjeämnen.
Områdets folkkultur har bevarats genom åren. Musiken, folkkonsten med dalmålningar, traditionella dräkter och slöjd är alla uttryck för detta kulturarv. Folkmusiken har en särskilt stark ställning, och Dalarnas folkmusikcentrum är baserat i Rättvik.

### Kommunvapen
Blasonering: Sköld kvadrerad: fält 1 och 4 i rött en stolpvis ställd bila av guld, fält 2 och 3 i guld två korslagda dalpilar.
Vapnet fastställdes för Rättviks landskommun 1948, bilden kommer från ett 1600-tals sockensigill. Eftersom det var vanligare i Dalarna, än i övriga landet, att även landskommuner hade heraldiska vapen så fanns tre vapen (Boda, Ore och Rättvik) efter kommunreformen i början av 1970-talet. Den namngivande enhetens vapen valdes och registrerades hos PRV år 1979.

Boda landskommun (1948–1962)
Ore landskommun (1947–1971) Ore kommun (1971–1973)